# Metildigoxin
Metildigoxin (INN, hoặc medigoxin BAN, hoặc methyldigoxin) là một glycoside tim, một loại thuốc có thể được sử dụng trong điều trị suy tim sung huyết và loạn nhịp tim (nhịp tim không đều). Các chất có liên quan chặt chẽ với digoxin; nó khác với nhóm thứ hai chỉ bởi một nhóm O- methyl trên monosacarit cuối cùng.